# Saint-Savin, Vienne
Saint-Savin là một xã, tọa lạc ở tỉnh Vienne trong vùng Nouvelle-Aquitaine, Pháp. Xã này có diện tích 18,8 kilômét vuông, dân số năm 2006 là 925 người. Xã nằm ở khu vực có độ cao trung bình 80 m trên mực nước biển. Dân địa phương danh xưng tiếng Pháp là Saint-Savinois.

## Hành chính
| Danh sách các xã trưởng |             |                   |      |         |
| Giai đoạn               | Giai đoạn   | Tên               | Đảng | Tư cách |
| 1995                    | 2008        | Michel Brouard    | PCF  |         |
|                         | élu en 2008 | Jean Marie ROUSSE | ps   |         |

## Biến động dân số
| Năm | 1962  | 1968  | 1975  | 1982  | 1990  | 1999  | 2006 |
| --- | ----- | ----- | ----- | ----- | ----- | ----- | ---- |
| Dân số | 1 283 | 1 349 | 1 323 | 1 058 | 1 089 | 1 009 | 925  |
| From the year 1962 on: No double counting—residents of multiple communes (e.g. students and military personnel) are counted only once. |       |       |       |       |       |       |      |